# Francisco García y Santos
Francisco García y Santos (Montevideo, 2 de mayo de 1856 - 28 de octubre de 1921) periodista uruguayo. Creador de la Unión Postal de las Américas, España y Portugal.

## Vida
Ejerció el periodismo desde los 18 años en el periódico El Bien Público, de inspiración católica, y del que llegó a ser director. En 1894 es vocal en la Comisión Directiva del Círculo de la Prensa. En 1895 fue nombrado por el gobierno uruguayo, miembro de la Comisión Nacional de Caridad y Beneficencia Pública, ocupando el cargo durante 12 años. 
Integró el Partido Colorado, por el que fue elegido Diputado nacional por el Departamento de Treinta y Tres en 1896 y 1898.

## Labor en los Servicios Postales
En 1901 es nombrado por el Presidente Provisional Don Eduardo McEachen, como director general de Correos y Telégrafos.  
Representó a Uruguay en el Congreso Postal Internacional que se celebró en Berna, donde presenció la inauguración del monumento de la Unión Postal Universal.   
En 1911 presidió el Primer Congreso Postal Sudamericano, en Montevideo, al que concurrieron 11 naciones, logrando que se nombrara a dicha ciudad como sede de la Oficina Postal Internacional.  

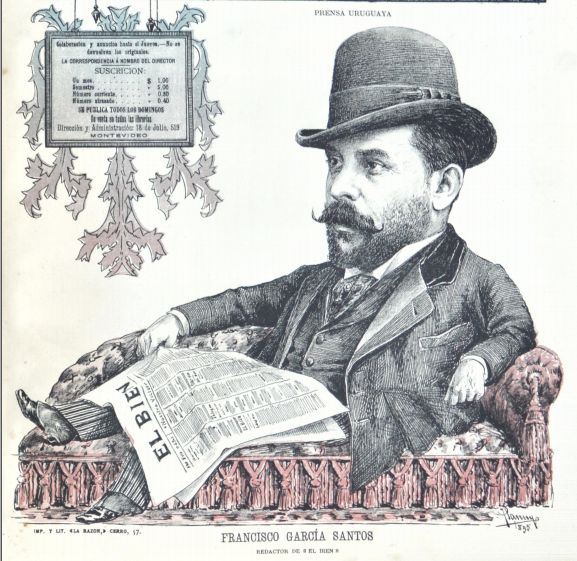
Caricatura de García y Santos de 1895

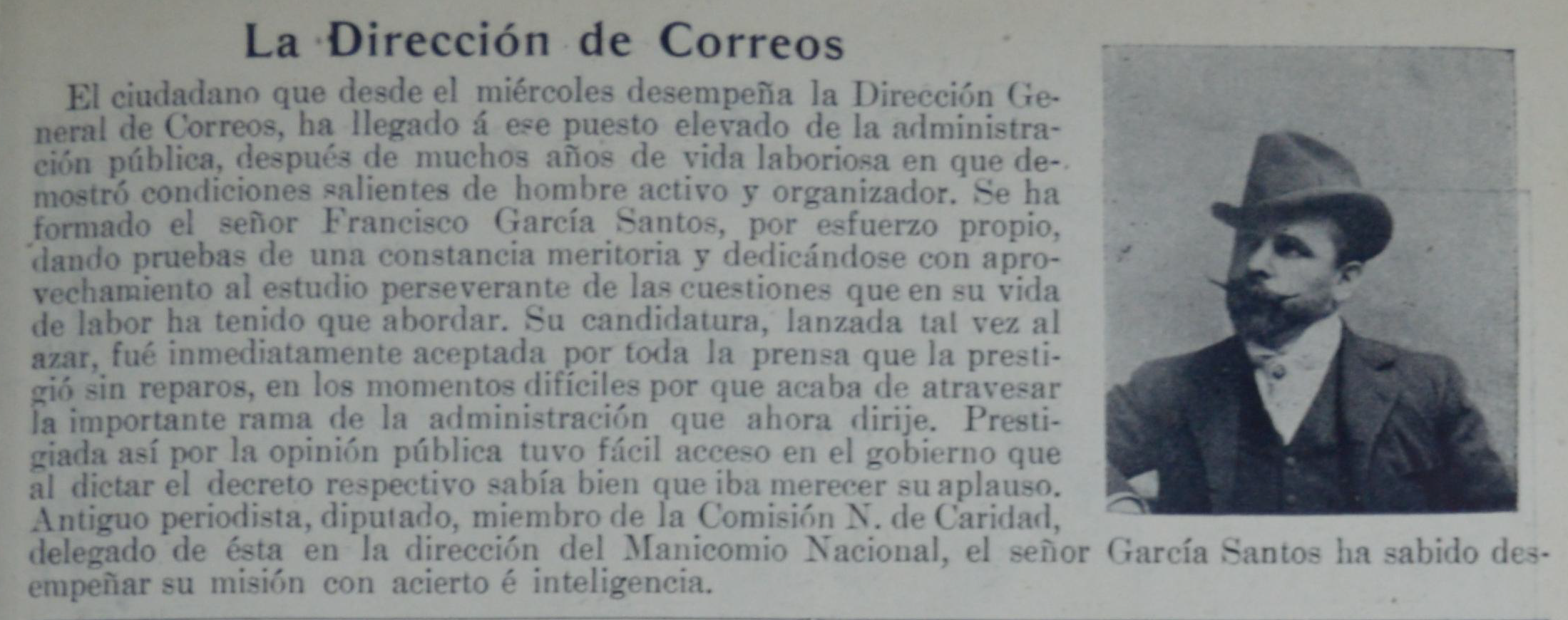

En 1926, durante el II Congreso Postal Panamericano, que tuvo lugar en México, se le homenajea como propulsor de la Unión Postal Panamericana. 